# 伊江島
26°42′58″N 127°47′25″E / 26.71611°N 127.79028°E
伊江島（日语：／ Ie-jima、琉球語：／ ）是沖繩群島中的一個島嶼，距離沖繩島的本部半島僅9公里之遙。周長為20公里，面積23平方公里。截止2012年12月，島上人口為4610人。最高點為城山，標高172公尺。城山外形像一座火山，但事實上是侵蝕出來的，在古代曾是航海標記和琉球人信仰對象。
伊江島在行政區劃上屬於沖繩縣國頭郡伊江村。島上有渡船前往對岸的本部町。
美國記者恩尼·派爾在沖繩島戰役中死於伊江島。該島南部有他的紀念碑。